# Liste der Biografien/Osg
Liste der Biografien |
Portal Biografien |
Personensuche
# |
A |
B |
C |
D |
E |
F |
G |
H |
I |
J |
K |
L |
M |
N |
O |
P |
Q |
R |
S |
T |
U |
V |
W |
X |
Y |
Z |
?
 
Oa |
Ob |
Oc |
Od |
Oe |
Of |
Og |
Oh |
Oi |
Oj |
Ok |
Ol |
Om |
On |
Oo |
Op |
Oq |
Or |
Os |
Ot |
Ou |
Ov |
Ow |
Ox |
Oy |
Oz
 
Osa |
Osb |
Osc |
Osd |
Ose |
Osg |
Osh |
Osi |
Osk |
Osl |
Osm |
Osn |
Oso |
Osp |
Osr |
Oss |
Ost |
Osu |
Osv |
Osw |
Osy |
Osz
Die Liste der Biografien führt alle Personen auf, die in der deutschsprachigen Wikipedia einen Artikel haben. Dieses ist eine Teilliste mit 16 Einträgen von Personen, deren Namen mit den Buchstaben „Osg“ beginnt.

## Osg

### Osga
- Osgan Efendi (1855–1914), osmanisch-armenischer Maler, Bildhauer und Dozent

### Osge
- Osgerby, Ann (* 1963), britische Schwimmerin
- Osgerby, Janet (* 1963), britische Schwimmerin

### Osgo
- Osgodby, Adam († 1316), englischer Kleriker, Master of the Rolls
- Osgood, Charles (1809–1890), amerikanischer Maler
- Osgood, Charles E. (1916–1991), US-amerikanischer Psychologe
- Osgood, Chris (* 1972), kanadischer Eishockeytorwart und -trainer
- Osgood, Frances Sargent (1811–1850), US-amerikanische Dichterin
- Osgood, Gayton P. (1797–1861), US-amerikanischer Politiker
- Osgood, Kresten (* 1976), dänischer Jazzmusiker
- Osgood, Peter (1947–2006), englischer FußballspielerPeter Osgood (1947–2006)

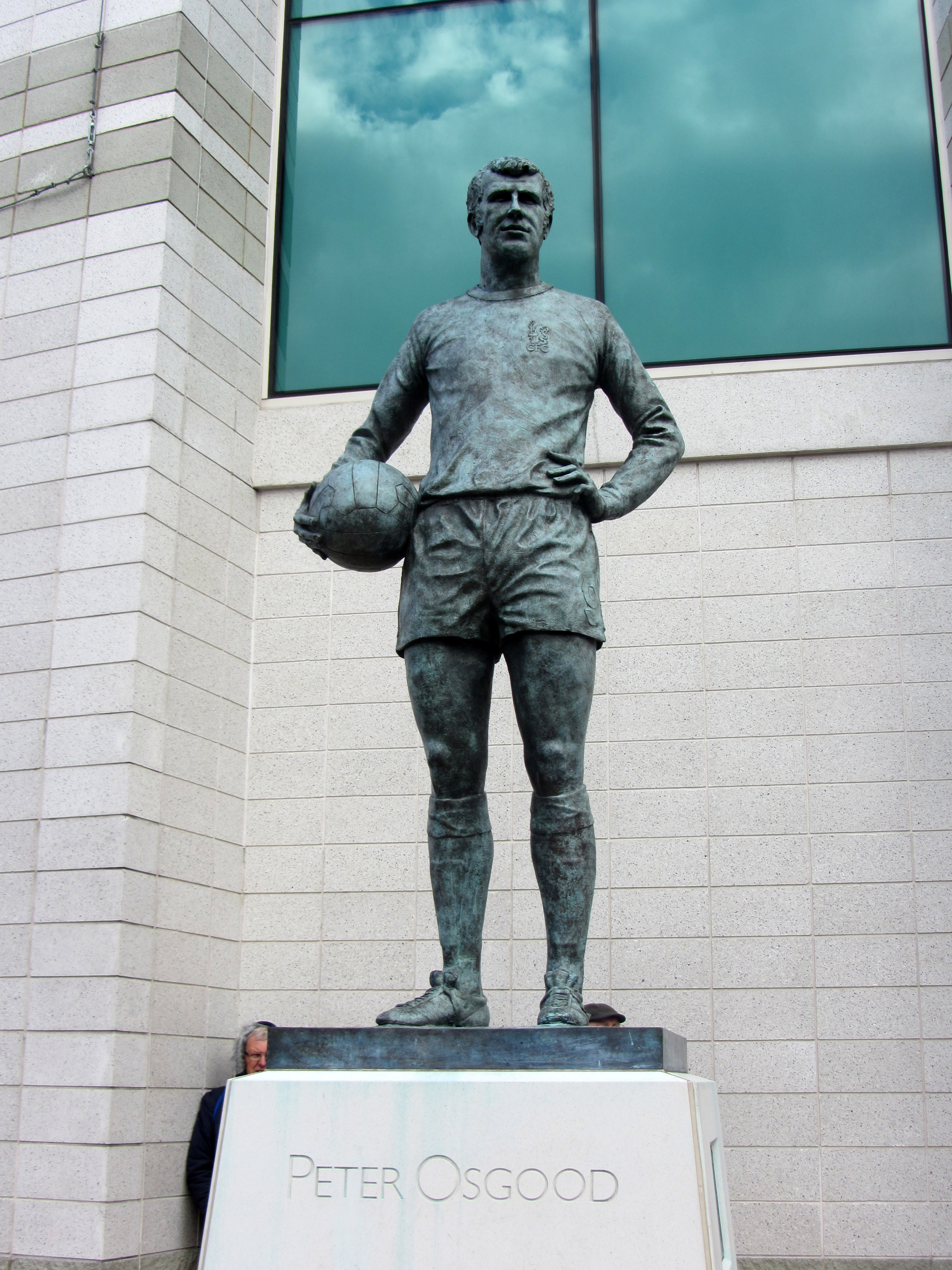
Peter Osgood (1947–2006)

- Osgood, Richard M. (1943–2023), US-amerikanischer Optik-Ingenieur (Laser-Technik, Nanooptik) und Angewandter Physiker
- Osgood, Samuel (1748–1813), US-amerikanischer Kaufmann und Politiker
- Osgood, Wilfred Hudson (1875–1947), US-amerikanischer Zoologe
- Osgood, William Fogg (1864–1943), US-amerikanischer Mathematiker

### Osgy
- Osgyan, Verena (* 1971), deutsche Politikerin (Grüne), MdL